# فيليبي اوليفييرا
فيليبي اوليفييرا (بالبرتغالية: Filipe Oliveira‏) (27 مايو 1984 ببراغا في البرتغال - ) هو لاعب كرة قدم برتغالي في مركز الوسط. شارك مع منتخب البرتغال تحت 16 سنة لكرة القدم ومنتخب البرتغال تحت 18 سنة لكرة القدم ومنتخب البرتغال تحت 19 سنة لكرة القدم ومنتخب البرتغال تحت 20 سنة لكرة القدم ومنتخب البرتغال تحت 21 سنة لكرة القدم وPortugal national football B team ‏. أما مع النوادي، فقد لعب مع بريستون نورث إيند وتشيلسي وسبورتينغ براغا ونادي بارما ونادي تورينو ونادي فيديوتون ونادي ليتشويس ونادي ماريتيمو.

## وصلات خارجية
- فيليبي اوليفييرا على موقع قاعدة بيانات كرة القدم.إي يو (الإنجليزية)
- فيليبي اوليفييرا على موقع Soccerbase.com (لاعب) (الإنجليزية)
- فيليبي اوليفييرا على موقع Soccerway.com (الإنجليزية)
- فيليبي اوليفييرا على موقع عالم كرة القدم.نت (الإنجليزية)
- فيليبي اوليفييرا على موقع AS.com (الإسبانية)